# Jamelia

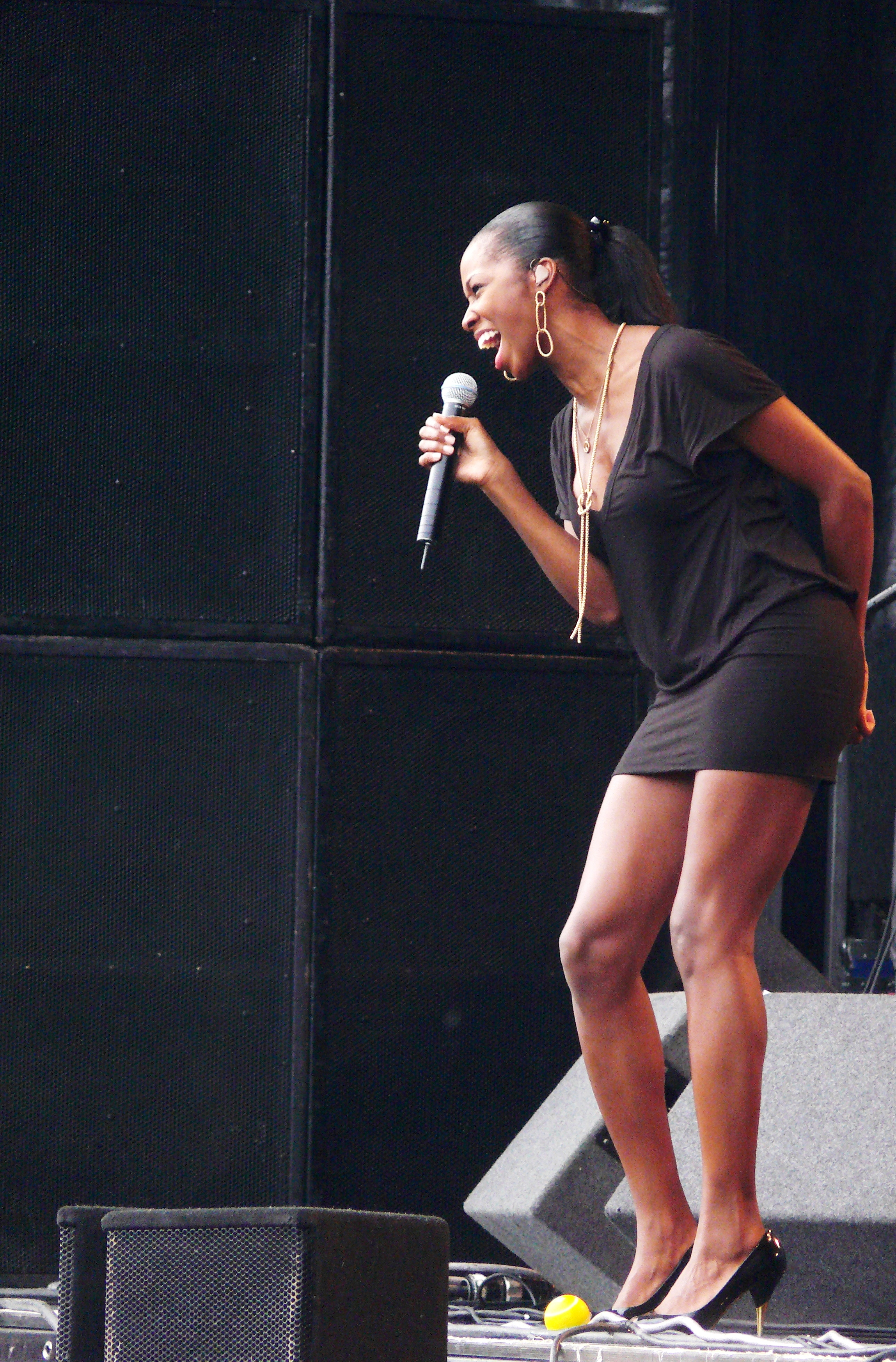
Jamelia

Jamelia, egentligen Jamelia Naila Davis, född 1 oktober 1981 i Aston, Birmingham, England, är en brittisk R&B-sångerska. Hon slog igenom 2003 med låten Superstar. Hennes album Thank You blev nominerat till det brittiska musikpriset Mercury Music Prize.

## Diskografi
- Drama (2000) med låten Call Me
- Thank You (2003)
- Walk with Me (2006)